# Nalipoïta
La nalipoïta és un mineral de la classe dels fosfats. Rep el seu nom pels elements de la seva fórmula (Na-Li-PO).

## Característiques
La nalipoïta és un fosfat de fórmula química NaLi₂PO₄. Va ser aprovada com a espècie vàlida per l'Associació Mineralògica Internacional l'any 1990, i publicada un any més tard. Cristal·litza en el sistema ortoròmbic. La seva duresa a l'escala de Mohs és 4. Els exemplars que van servir per a determinar l'espècie, el que es coneix com a material tipus, es troben conservats al Museu canadenc de la natura i al Museu Reial d'Ontario, ambdós al Canadà.
Segons la classificació de Nickel-Strunz, la nalipoïta pertany a «08.AA - Fosfats, etc. sense anions addicionals, sense H₂O, amb cations petits (alguns també amb grans)» juntament amb els següents minerals: alarsita, berlinita, rodolicoïta, beril·lonita, hurlbutita, litiofosfat i olimpita.

## Formació i jaciments
Va ser descoberta a la pedrera Poudrette, al Mont Saint-Hilaire, a La Vallée-du-Richelieu RCM, a Montérégie (Quebec, Canadà). També ha estat descrita a la pegmatita Palitra, al mont Kedykverpakhk del massís de Lovozero, a l'óblast de Múrmansk (Rússia). Es tracta dels dos únics indrets a on ha estat trobada aquesta espècie mineral.